# زراعة التزاويق

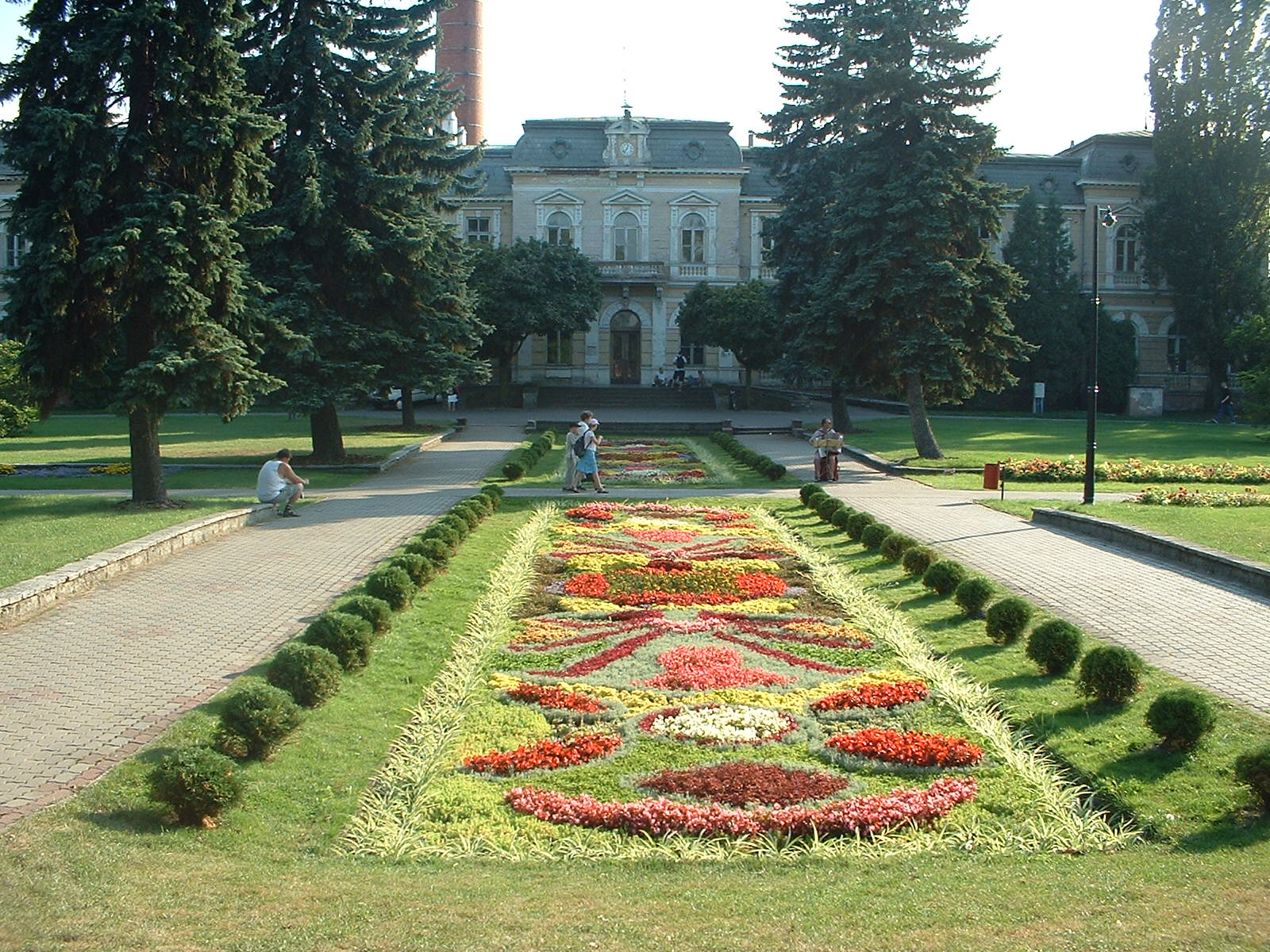

زراعة التزاويق أو زراعة الفسيفساء أو السَّرَنْجَة هي فن البستنة لإنشاء منحوتات عملاقة تشبه الطُّبيَاري باستخدام الآلاف من نباتات الفراش السنوية لتغطية حديد التسليح المصنوعة من الصلب.  وهو مختلف عن الطبياري المألوف. 

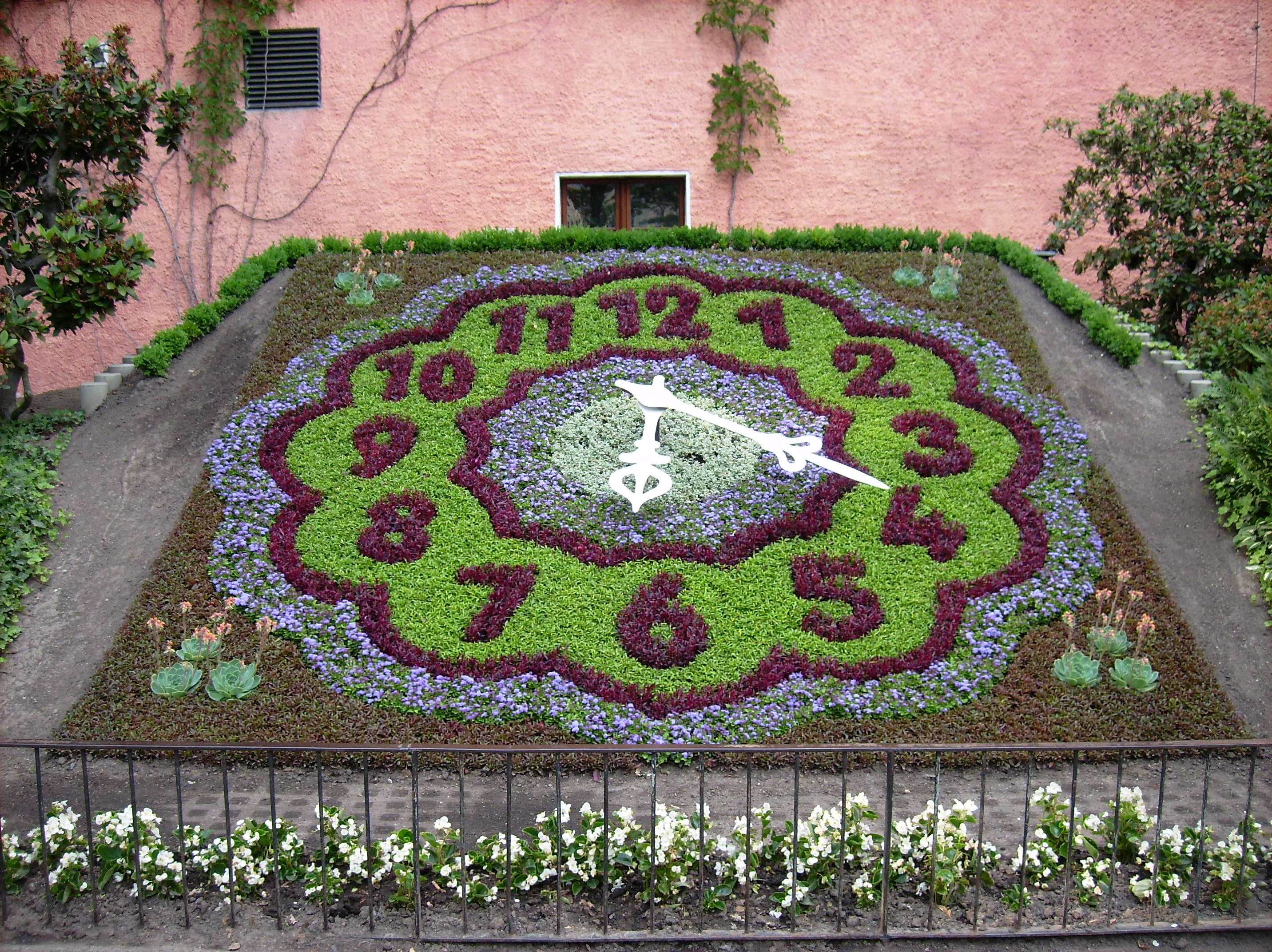